# 織笠駅
織笠駅（おりかさえき）は、岩手県下閉伊郡山田町織笠にある、三陸鉄道リアス線の駅である。
駅の愛称は「鮭まつる川」。

## 歴史
- 1936年（昭和11年）11月10日：鉄道省山田線の駅として開業[2][3]。
- 1951年（昭和26年）8月20日：手荷物・小荷物の取り扱いを開始し、旅客取扱区間の制限を前日をもって廃止[4]。
- 1970年代（時期不明）：業務委託化。織笠駅長が廃止され、陸中山田駅長管理下となる。
- 1983年（昭和58年）3月10日：荷物扱い廃止[5]。無人化[6]。
- 1987年（昭和62年）4月1日：国鉄分割民営化により、東日本旅客鉄道（JR東日本）の駅となる[2][3]。
- 2011年（平成23年）3月11日：東北地方太平洋沖地震（東日本大震災）で発生した津波により流失[7][8]。
- 2019年（平成31年）3月23日：当駅を含む宮古駅 - 釜石駅間復旧と同時に三陸鉄道に転換、リアス線の駅となる。旧駅から1 km北側の陸中山田駅寄りに駅を移転。

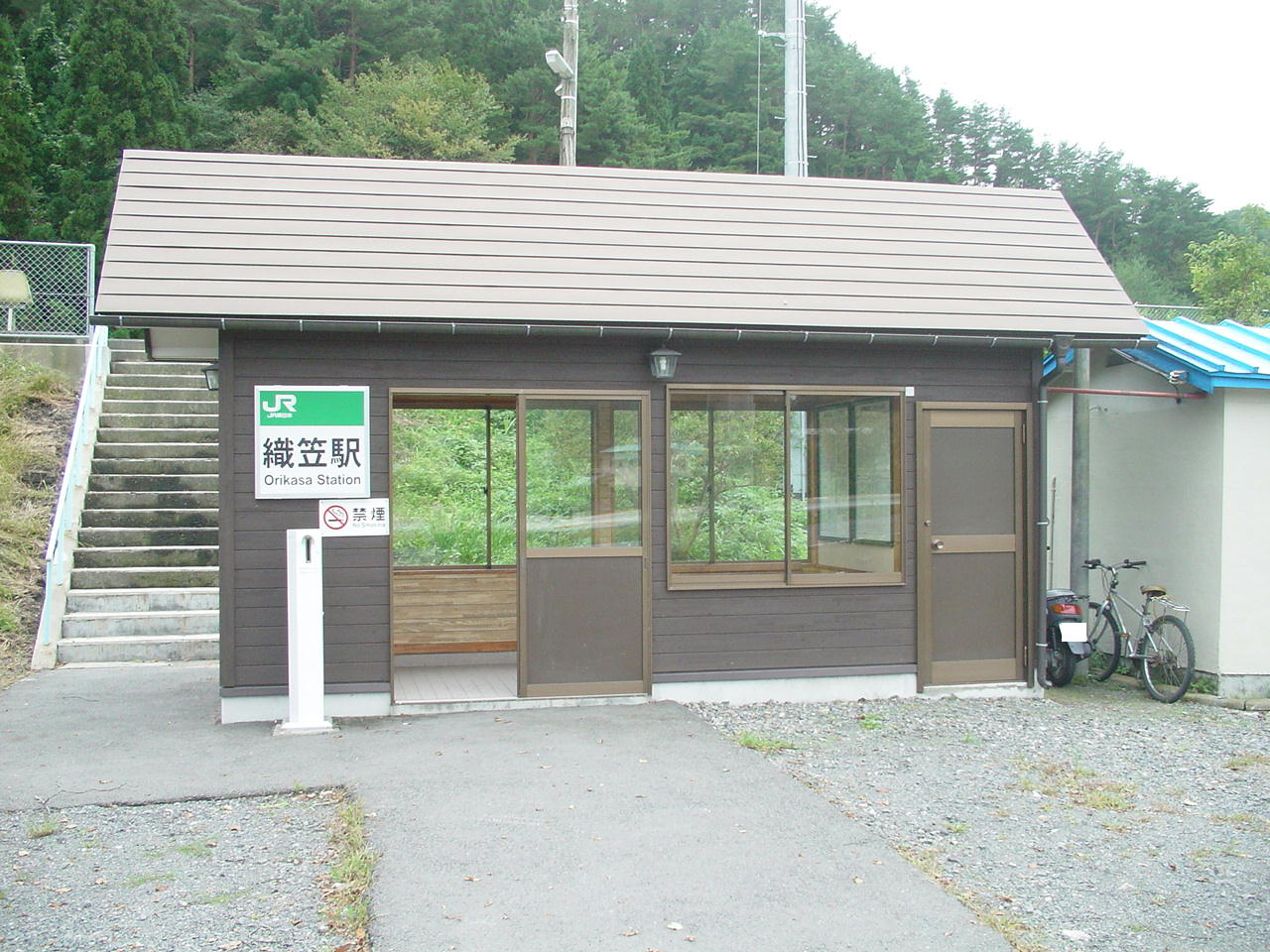
JR時代の旧駅舎（2007年9月）

## 駅構造
単式ホーム1面1線の地上駅。
震災後に建てられた駅舎は、山田湾に浮かぶオランダ島がモチーフとなっている。

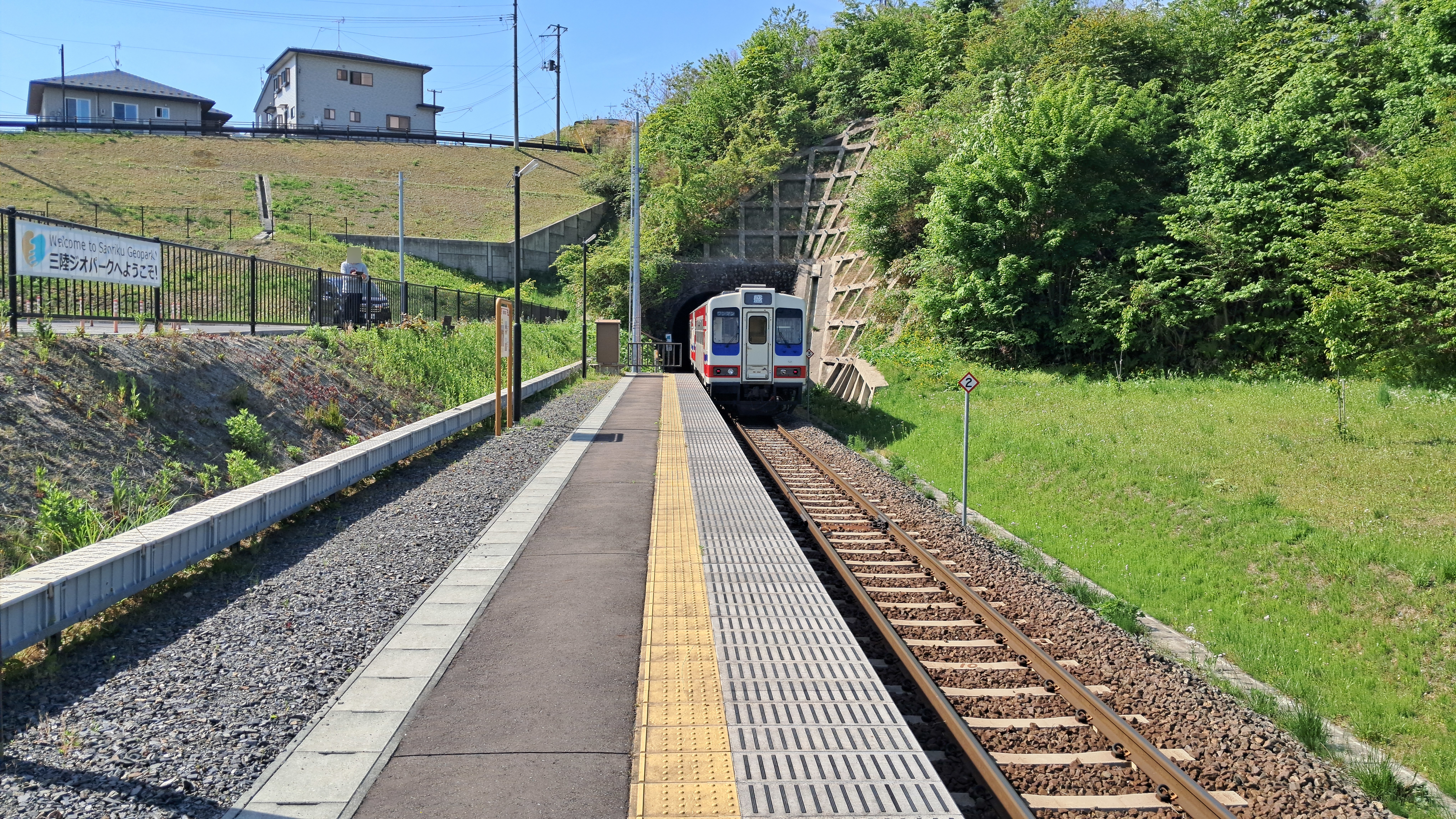
ホーム（2024年5月）

## 駅周辺
- 山田町立織笠小学校
- 山田町立山田中学校
- 山田町立山田体育館
- 岩手県立山田高等学校
- 岩手県立山田病院
- 宮古警察署山田交番
- 織笠郵便局
- 織笠川
- 国道45号
  - 三陸沿岸道路（山田道路）

## その他
- 映画『すずめの戸締まり』の作中に登場する「織笠駅」は当駅がモデルとされ、聖地巡礼で来訪する人もいる[10][新聞 1][新聞 2]。

## 隣の駅
三陸鉄道
■リアス線
岩手船越駅 - 織笠駅 - 陸中山田駅

#### 記事本文
1. 1 2  “鉄道事業の旅客運賃の上限設定認可申請書”.   三陸鉄道株式会社 (2019年2月21日). 2023年12月5日時点のオリジナルよりアーカイブ。2019年3月26日閲覧。
2. 1 2 3  曽根悟（監修） 著、朝日新聞出版分冊百科編集部 編『週刊 歴史でめぐる鉄道全路線 国鉄・JR』 21号 釜石線・山田線・岩泉線・北上線・八戸線、朝日新聞出版〈週刊朝日百科〉、2009年12月6日、18-19頁。
3. 1 2 3  石野哲 編『停車場変遷大事典 国鉄・JR編』 II（初版）、JTB、1998年10月1日、500頁。ISBN 978-4-533-02980-6。
4. ↑  大蔵省印刷局, ed (1951‐08-16). “日本国有鉄道告示 第199号”. 『官報』 (国立国会図書館デジタルコレクション) (7381).
5. ↑  “日本国有鉄道公示第212号”. 官報 (16828). (1983年3月9日)
6. ↑  “「通報」●大船渡線矢越駅ほか10駅の駅員無配置について（旅客局）”. 『鉄道公報』 (日本国有鉄道総裁室文書課):  p. 2. (1983年3月9日)
7. ↑  津波を受けた7線区の点検状況（2011年3月30日現在）東日本旅客鉄道（2011年4月2日閲覧）
8. ↑  【東日本大震災】JR東日本、太平洋沿岸の23駅流失 SankeiBiz（2011年4月1日）2011年4月7日閲覧
9. ↑  「震災8年 新・三鉄 希望乗せて 岩手沿岸 移転・かさ上げ 乗り越え発車」『読売新聞』2019年3月7日付朝刊（東京本社版）、33頁。
10. ↑  “映画「すずめの戸締まり」山田町関連特集”. 東北・岩手「山田町」の観光情報サイト.   山田町観光協会. 2024年5月24日時点のオリジナルよりアーカイブ。2024年9月21日閲覧。

#### 新聞記事
1. 1 2  吉田耕一郎「おかえり！すずめ　聖地巡礼の三陸鉄道織笠駅 ノートに書かれた思い」『朝日新聞デジタル』2022年12月15日。オリジナルの2022年12月31日時点におけるアーカイブ。2024年9月21日閲覧。
2. ↑  「震災描いた新海誠監督アニメ「すずめの戸締まり」…モデルの三鉄・織笠駅に聖地巡礼ファン」『読売新聞オンライン』2022年11月18日。オリジナルの2024年7月30日時点におけるアーカイブ。2023年6月28日閲覧。